# 慈悲心鳥
『慈悲心鳥』（じひしんちょう）は、菊池寛の長編小説。婦女界社の雑誌「母の友」に1921年（大正10年）5月号から1922年6月号まで14回連載された。のちに第1章のみ「生田川」と題して再度同誌に掲載されている。1927年、1936年に日活で、1954年に新東宝で映画化された。

## 映画

### 1927年版
1927年9月15日に公開された。モノクロ・サイレント。全128分だが現存するのは断片2分のみで、2012年に東京国立近代美術館フィルムセンターにより公開された。

#### キャスト

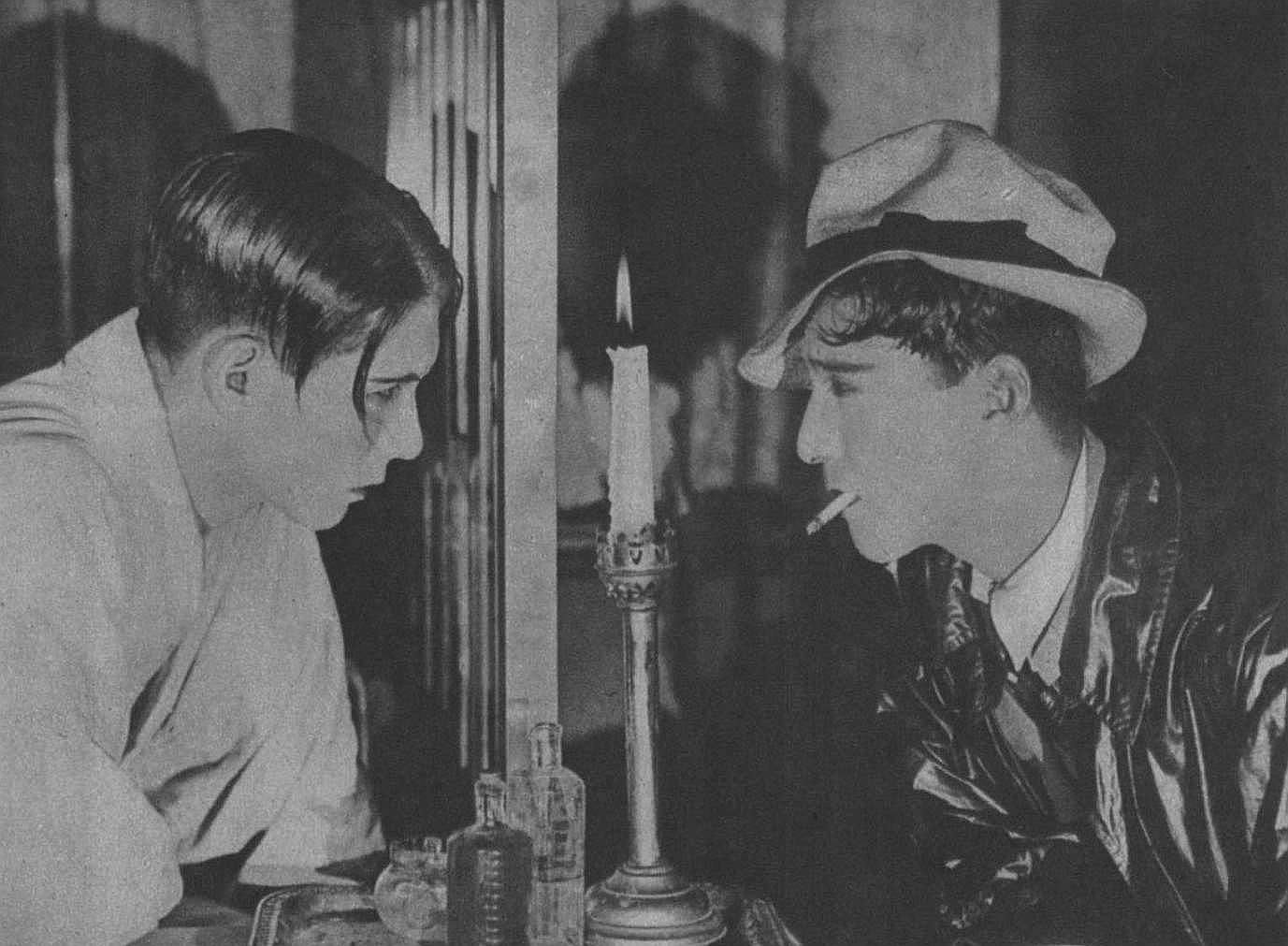
中野英治と岡田時彦

- 山本嘉一（駒井代議士）
- 中野英治（河井龍太郎）
- 岡田時彦（篠原俊輔）
- 高木永二（岡崎国政会総裁）
- 夏川静江（森美智子）
- 原光代（駒井静子）
- 築地浪子（駒井の後妻）
- 牧貴美子（静子の叔母）

#### スタッフ
- 監督:溝口健二
- 助監督:安積幸二
- 原作:菊池寛
- 脚色:畑本秋一
- 撮影:横田達之、中山良夫
- 舞台装置:北猛夫
- 舞台製作:広瀬秀次
- 照明:鈴木柳太郎
- 衣裳考証・字幕:小栗美二

### 1936年版

#### キャスト
- 江川宇礼雄
- 黒田記代
- 岡譲二

#### スタッフ
- 監督：渡辺邦男
- 原作：菊池寛
- 脚本：荒牧芳郎
- 撮影：渡辺孝

#### 主題歌
- 「慈悲心鳥の唄」（歌：楠木繁夫、作詞：佐藤惣之助、作曲：古賀政男）

### 1954年版

#### キャスト
- 駒居静子：角梨枝子
- 駒居洋一：日吉としやす
- 駒居直亮：斎藤達雄
- 駒居保代：坪内美子
- 駒居ルミ子：邦千代子
- 公子：香川京子
- 篠原俊輔：中山昭二
- 篠原早人：小川虎之助
- 篠原光枝：清川玉枝
- 篠原猛：和田孝
- 河井龍太郎：波多野憲
- 河井致江：小峰千代子
- 管野：宇野重吉
- 主任検事：高田稔
- 堀検事：高松政雄
- 検察事務官：安部徹

#### スタッフ
- 監督：松林宗恵
- 原作：菊池寛
- 脚色：館岡謙之助、松岡広行
- 音楽：斎藤一郎